# Episodi de La città degli angeli
Questa voce contiene trame, dettagli e crediti dei registi e degli sceneggiatori dell'unica stagione della serie televisiva La città degli angeli
Negli Stati Uniti, la serie è andata in onda sulla NBC dal 3 febbraio al 18 maggio 1976.
In Italia, la serie è andata in onda nel marzo 1985 su Rete 4.
| nº | Titolo originale                 | Titolo italiano | Prima TV USA     | Prima TV Italia |
| -- | -------------------------------- | --------------- | ---------------- | --------------- |
| 1  | The November Plan, Part I        |                 | 3 febbraio 1976  | marzo 1985      |
| 2  | The November Plan, Part II       |                 | 10 febbraio 1976 | marzo 1985      |
| 3  | The November Plan, Part III      |                 | 17 febbraio 1976 | marzo 1985      |
| 4  | The Parting Shot                 |                 | 24 febbraio 1976 | marzo 1985      |
| 5  | A Lonely Way to Die              |                 | 2 marzo 1976     | marzo 1985      |
| 6  | The House on Orange Grove Avenue |                 | 16 marzo 1976    | marzo 1985      |
| 7  | Palm Springs Answer              |                 | 23 marzo 1976    | marzo 1985      |
| 8  | The Losers                       |                 | 6 aprile 1976    | marzo 1985      |
| 9  | A Sudden Silence                 |                 | 13 aprile 1976   | marzo 1985      |
| 10 | The Castle of Dreams             |                 | 20 aprile 1976   | marzo 1985      |
| 11 | Say Goodbye to Yesterday         |                 | 4 maggio 1976    | marzo 1985      |
| 12 | The Bloodshot Eye                |                 | 11 maggio 1976   | marzo 1985      |
| 13 | Match Point                      |                 | 18 maggio 1976   | marzo 1985      |